# Cobades I
Cobades I (també Kaveh, Kavadh o Qobad, en llatí: Cobades, en grec antic: Κοβάδης) fou rei sassànida de Pèrsia del 488 al 531, fill de Peroz I i successor del seu oncle Balash.
De jove va acompanyar al seu pare Peroz en una expedició contra els huns heftalites, i els perses foren derrotats; el príncep va caure presoner i va romandre dos anys com a ostatge dels huns a l'espera del pagament del rescat; Peroz I fou derrotat amb tot el seu exèrcit el 484 i el seu germà Balash fou proclamat rei però no va poder restablir la situació militar ni la seva autoritat i els magnats el van deposar (488) i van cridar al tron Cobades, que esperaven seria més manejable.
Cobades va donar suport a la secta comunista fundat per Mazdak fill de Bamdad que preconitzava que la riquesa (i les dones) dels magnats s'havien de repartir entre els pobres. Cobades volia trencar la influència dels magnats que no havia parat de créixer. Els magnats van reaccionar i el van deposar el 496 i el van tancar al castell de l'Oblit a la Susiana, i el seu germà Zamasp (Djamasp) fou posat al tron.
Cobades es va poder escapar i es va refugiar amb els huns heftalites, el rei dels quals li va donar a la seva filla en matrimoni i li va facilitar un exèrcit per tornar a Pèrsia. El 498, amb aquest suport, Cobades va entrar a la capital de l'Imperi i va recuperar el tron. S'havia establert que pagaria un tribut als heftalites, i per pagar va haver de demanar ajut financera a l'Imperi Romà d'Orient com a contribució per la defensa dels passos del Caucas; però l'emperador Anastasi I (491-518) va refusar contribuir-hi (va demanar a canvi la cessió de Nísibis) esperant que una possible guerra civil debilités als perses.
Llavors Cobades, aliat a algunes hordes heftalites, va començar la guerra contra l'Imperi Romà d'Orient. Els perses van atacar l'Armènia romana d'Orient especialment Teodosiòpolis (armeni Karin, modern Erzurum) i Martiriòpolis (armeni Neferkert, modern Mayyafariquin) el 502, i els generals romans d'Orient Hipaci i Patrici Frigi foren derrotats; els perses van ocupar Amida (modern Diyarbakir) el 503. Els romans d'Orient van pagar als huns per atacar i aquestos van creuar el pas caucàsic de Darial i van envair territori sassànida, i finalment el rei Kavadh va decidir enviar al seu astabed Bōē per fer la pau amb l'Imperi Romà d'Orient per set anys (vers el 505 o 506). Amida fou tornat a l'Imperi Romà d'Orient a canvi d'una forta quantitat de diners. Fou llavors quan els romans d'Orient van construir la gran fortalesa de Dara.
La guerra es va reprendre el 521, poc després de pujar al tron romà d'Orient Justí I (518-527). El rei làkhmida Al-Mundhir ben al-Mundhir, vassall sassànida, va atacar la Mesopotàmia i la va assolar, matant a monjos i monges. En general els perses van portar avantatge fins que alguns dels generals dels perses es van passar a l'enemic.
El 529, sota consell del seu fill Còsroes entre d'altre, va refutar les doctrines mazdaquites, que havia adoptat en 513els seguidors de la qual van començar a ser perseguits. Els mazdaquites van oferir la corona a Phtasurus, fill de Cobades, però els caps rebels foren capturats en un estratagema i executats. El mateix Mazdak fou penjat.
El 531 el general romà d'Orient Belisari fou derrotat en la batalla de Cal·linícon. El rei no va gaudir de la victòria doncs va morir poc després, el setembre del mateix any, a 82 anys. El va succeir el seu fill Còsroes I conegut com a Còsroes I Anushirwan.
Segons les fonts occidental va tenir quatre fills: Cuases, Zames (Zamasp), Còsroes, i Phtasurus.